# Цепки (Гадячский район)

Цепки́ (укр. Ціпки) — село,
Цепковский сельский совет,
Гадячский район,
Полтавская область,
Украина.
Код КОАТУУ — 5320488501. Население по переписи 2001 года составляло 720 человек.
Является административным центром Цепковского сельского совета, в который не входят другие населённые пункты.

## Географическое положение
Село Цепки находится в 2,5 км от левого берега реки Грунь.
На расстоянии в 3,5 км расположено село Великие Будища.
По селу протекает пересыхающий ручей с запрудой.

## История
- 1625 — дата основания.

## Экономика
- ООО «Им. Ватутина».

## Объекты социальной сферы
- Школа І—ІІ ст.